# Бонистика
Бонистиката е спомагателна историческа дисциплина, изучаваща книжните парични знаци и боновете като източници на икономическо-политическата история на обществата. Събирането на банкноти, бонове и други книжни платежни знаци се нарича нотафилия или бонистика.

## Области на изследване и колекциониране
- Известни личности или печатници на банкноти;
- Историческа епоха;
- Държави;
- Физическо състояние.